# Alliance Vivafilm
 (indiquez la date de pose grâce au paramètre date).
Motif : Il est difficile de voir quel est exactement le sujet de cet article, car il se situe à l'intersection de plusieurs sociétés qu'il est un peu difficile d'identifier (Alliance Atlantis Communications, Alliance Films, Alliance Atlantis Vivafilm, etc)
Alliance Vivafilm est un groupe audiovisuel canadien né en 1998 et disparu en 2013, ayant fusionné avec Les Films Séville. Alliance Films a été la filiale distribution d'Alliance Atlantis.

## Histoire
La compagnie est fondée en 1998 et résulte de la fusion d'Alliance Communications et Atlantis Communications,.
Le 11 janvier 2007, CanWest Global Communications et Goldman Sachs achètent l'entreprise pour 2,3 milliards CAD,. Goldman Sachs devient propriétaire de l'entreprise, possédant 71% des actions, tandis que CanWest en possède 29 %.
En 2008, elle occupe la première place dans le marché québécois de la distribution, détenant environ 17 % du marché, et la deuxième place du marché canadien derrière Paramount, détenant environ 14 % du marché.
En 2012, Alliance est rachetée par Entertainment One et fusionne avec Les Films Séville, une filiale d'Entertainment One,,. À partir d'avril 2014, la distribution de films sous la marque Alliance Vivafilm est stoppée au profit d'une distribution uniquement sous la marque « Les Films Séville ».

## Description
En 2004, Alliance Atlantis possède une douzaine de chaînes de télévision thématiques et est le premier distributeur de films, en salles et en vidéo, au Canada. C'est aussi un important exploitant de salles de cinéma au Canada.
Ces chaînes thématiques comprennent BBC Canada, Discovery, The Food Network, HGTV, History Television, The Life Network et Showcase. 
Alliance Atlantis coproduit et distribue les deux séries télévisées Les Experts et  Miami.
Motion Picture Distribution est la division de distribution de films d'Alliance Atlantis. Cette filiale d'Alliance Atlantis est détenue en 2007 à 49 % par la Fiducie Movie Distribution et à 51 % par Alliance Atlantis,. Motion Picture Distribution est un important distributeur de films au Canada, également présent en Espagne et au Royaume-Uni. En 2007, alors que la banque Goldman Sachs est en train d'acheter Alliance Atlantis, la banque d'affaires rachète également, parallèlement,  Movie Distribution Income Fund, qui possède alors 49% des actions de Motion Picture Distribution. Fin 2007, Motion Picture Distribution est renommée Alliance Films. La bibliothèque d'Alliance Films contient la plus grande collection d'émissions canadiennes de tous les distributeurs au Canada, pour une durée globale d'environ 6 000 heures. Selon un article de Variety de septembre 2007, la société Alliance Atlantis Communications, qui a été vendue en 2007 à CanWest Global Communications et Goldman Sachs, a été démantelée : Goldman Sachs et son partenaire canadien EdgeStone Capital Partners, une société de capital-investissement, ont pris en charge la division de distribution. D'après Le Devoir, Alliance Films est détenu en janvier 2008 à 51% par Goldman Sachs et à 49 % par EdgeStone Capital. Alliance Films est racheté en 2013 par Entertainment One.

## Filmographie sélective
- 1992 : Tous les matins du monde d'Alain Corneau